# Ганс-Альберт фон Леттов-Форбек
Ганс-Альберт фон Леттов-Форбек (нім. Hans-Albert von Lettow-Vorbeck; 28 квітня 1901, Берлін — 11 червня 1942, Дем'янськ) — німецький офіцер, оберштурмбаннфюрер СС.

## Біографія
Про раннє життя Леттова-Форбека відомо мало. Вважається, що його дядьком був генерал-майор Пауль фон Леттов-Форбек. 
Член НСДАП (партійний квиток №1 803 232) і СС (посвідчення №203 005). У вересні 1940 року поступив на службу у війська СС. В 1941 році був командиром роти 9-го танково-гренадерському полку СС «Германія». 2 квітня 1942 року призначений командиром добровольчого легіону СС «Фландрія». Для ефективнішого командування легіоном Леттов-Форбек відвідав Фландрію і вивчав культуру фламандців: спілкувався пораненими солдатами, які перебували на лікуванні, і їхніми родичами, а також брав участь у декількох релігійних обрядах. Потім вирушив у Грац, де фламандські добровольці проходили базову підготовку. При цьому Леттов-Форбек ніколи не командував легіоном: в червні 1942 року рішення про призначення було відкликане і його перевели в резерв. 9 червня 1942 року призначений командиром добровольчого корпусу «Данія». Через 2 дні загинув у бою.

## Звання
- Штурмфюрер СС (26 квітня 1934)
- Оберштурмфюрер СС (20 квітня 1935)
- Гауптштурмфюрер СС (20 квітня 1936)
- Штурмбаннфюрер СС (9 листопада 1936)
- Оберштурмбаннфюрер СС (30 січня 1938)
- Гауптштурмфюрер військ СС (вересень 1940)
- Штурмбаннфюрер військ СС (1941)

## Нагороди
- Спортивний знак СА в бронзі
- Німецька імперська відзнака за фізичну підготовку в сріблі
- Залізний хрест 2-го і 1-го класу
- Штурмовий піхотний знак в сріблі
- Нагрудний знак «За поранення» в чорному